# Kasteel van Bioul

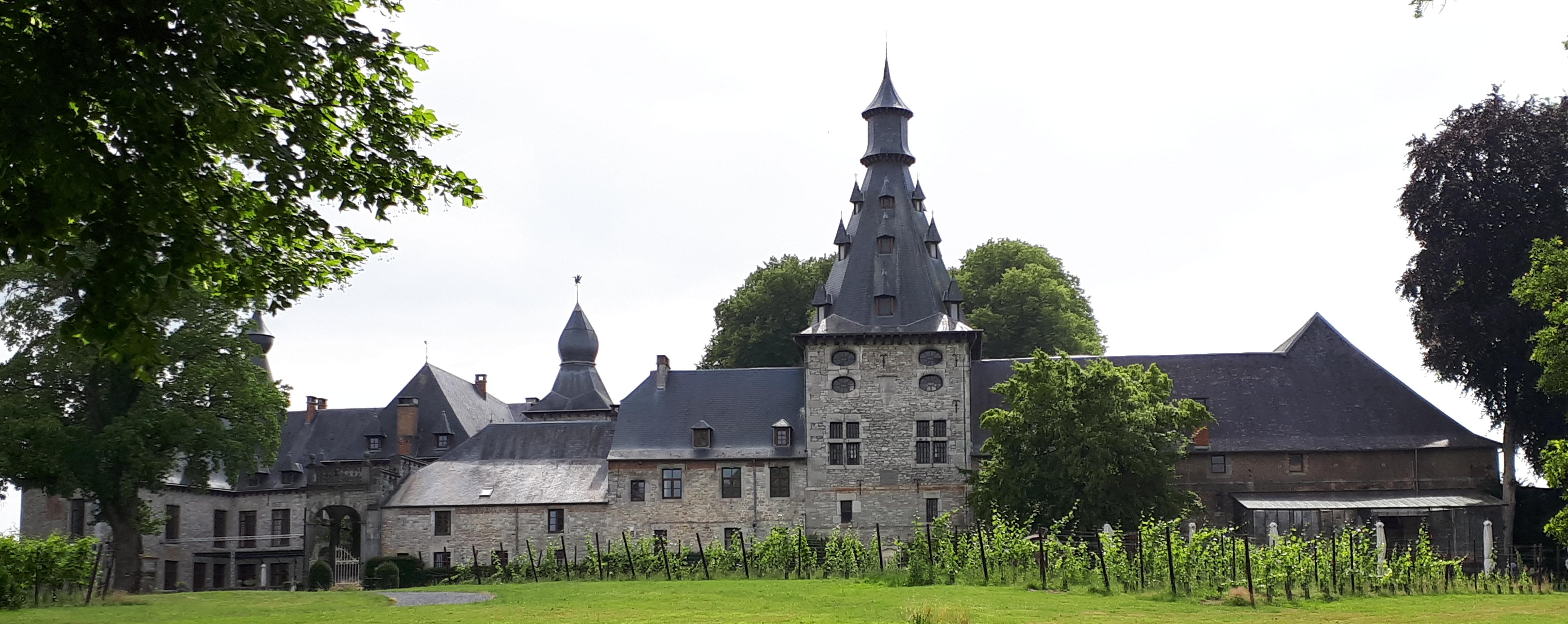
Achterzijde met wijngaarden

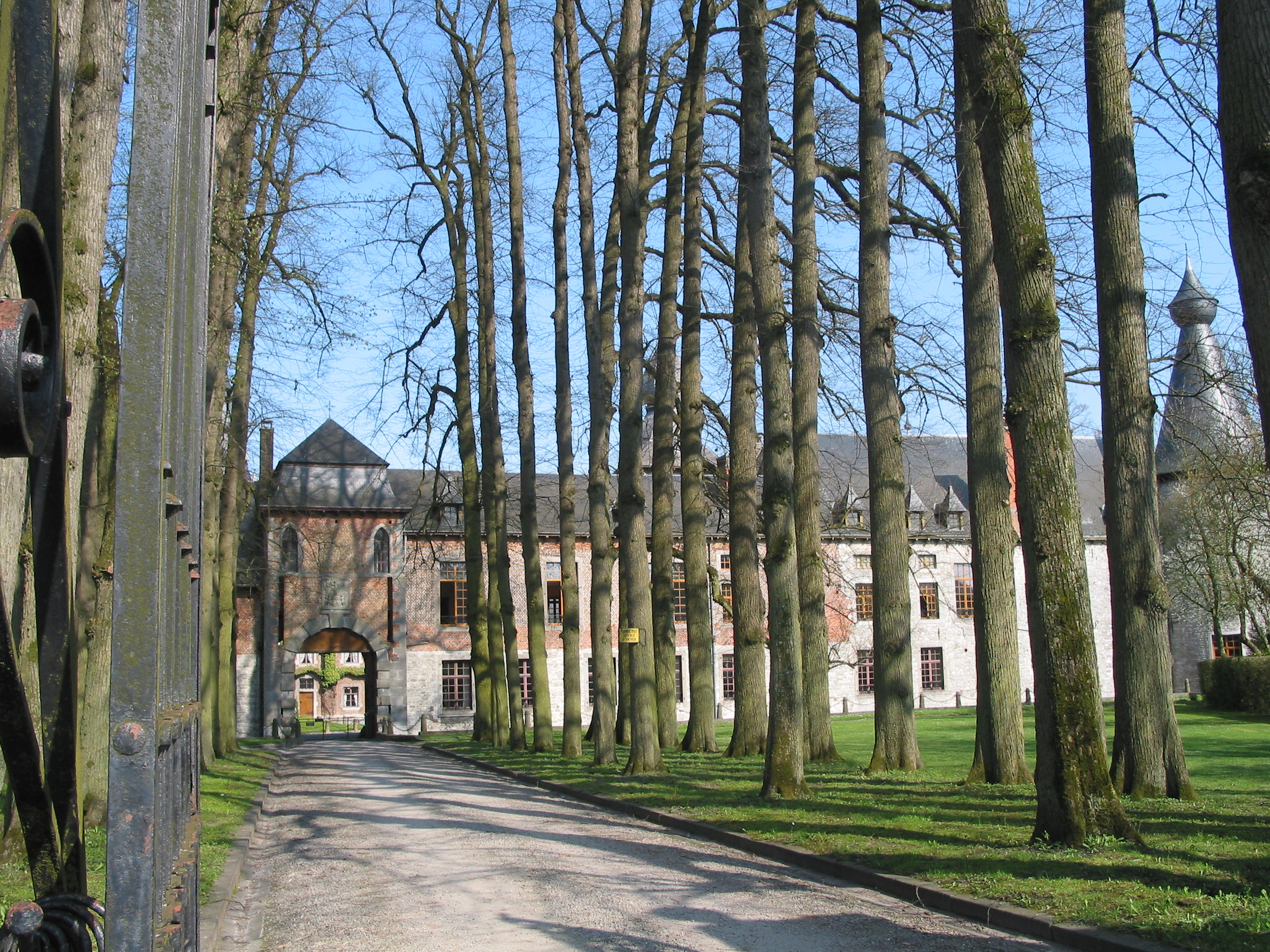
Kasteel van Bioul

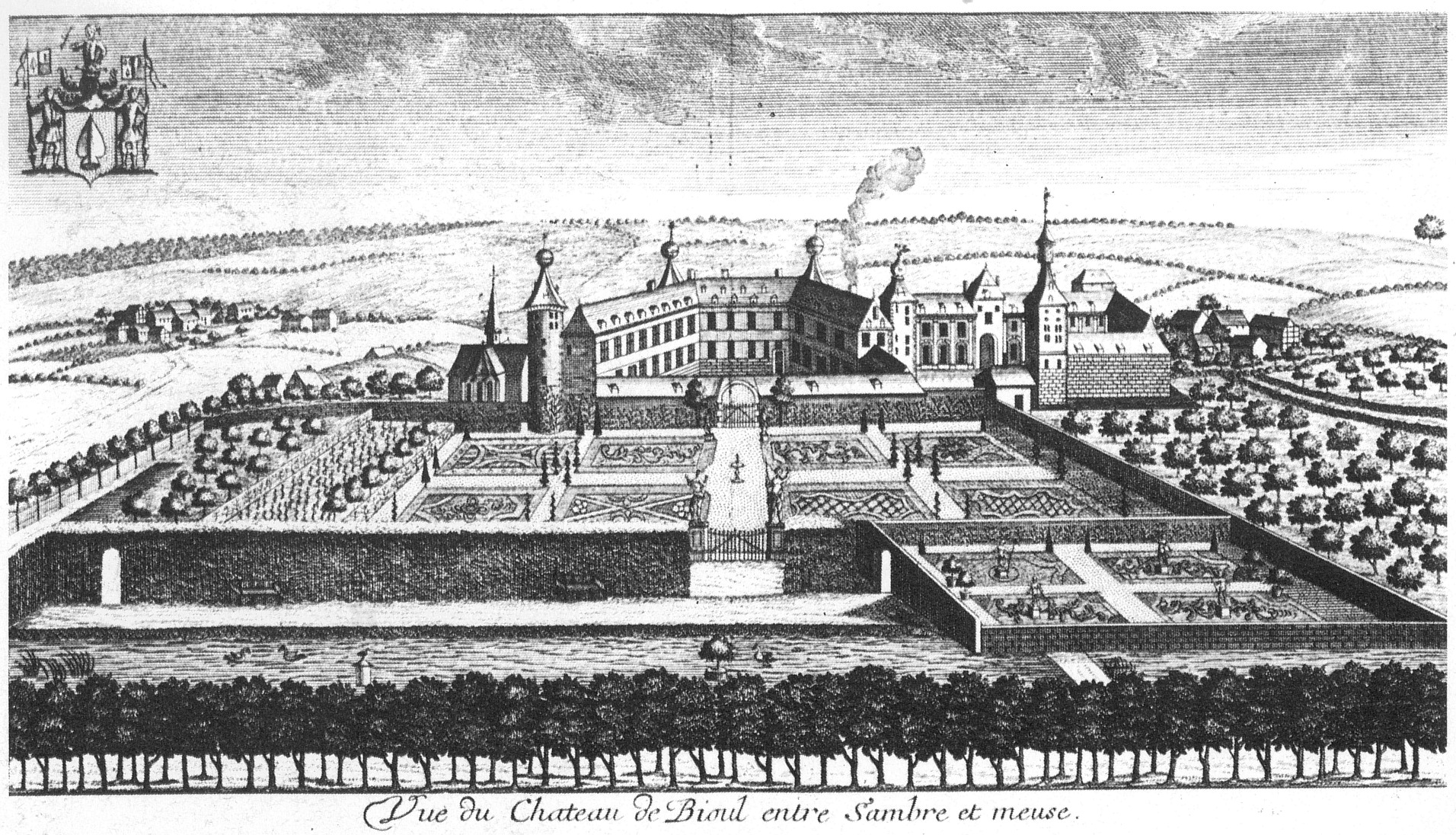
Gravure van het kasteel uit 1744

Het kasteel van Bioul is een kasteel gelegen in het dorp Bioul in de provincie Namen. Het kasteel stamt uit de elfde eeuw en was tot de dertiende eeuw eigendom van de familie Orbais. In de zestiende eeuw en tot 1708 was het kasteel in handen van het huis van Brandenburg.
William Nicolas Moreau restaureerde het kasteel en het park in 1776. 
François Vaxelaire, oprichter van het warenhuis Au Bon Marché, kocht het kasteel in 1909 en liet door de architecten Edmond Franken-Willemaers en Leon Cabarche grote renovaties uitvoeren in de stijl van de zestiende eeuw. In 1956 werd het kasteel opnieuw gerenoveerd door kleinzoon François Vaxelaire, voorzitter van de GIB-groep. Hij liet de tuin aanleggen door landschapsarchitect René Pechère.
Château de Bioul behoort tot de belangrijkste wijndomeinen in Wallonië.